# Rheotanytarsus procerus
Rheotanytarsus procerus är en tvåvingeart som beskrevs av Reiss 1991. Rheotanytarsus procerus ingår i släktet Rheotanytarsus och familjen fjädermyggor.
Artens utbredningsområde är Marocko. Inga underarter finns listade i Catalogue of Life.